# Aníbal Torres
Aníbal Torres Vásquez, né le 28 décembre 1942 à Chota, est un avocat, juriste et homme d'État péruvien. Il est ministre de la Justice et des Droits de l'homme entre le 30 juillet 2021 et le 8 février 2022, puis président du Conseil des ministres du 8 février au 25 novembre 2022.

## Biographie
Né à Chota, Aníbal Torres obtient son diplôme d'avocat à l'université nationale principale de San Marcos en 1970. Un an plus tard, il étudie le droit civil et commercial en 1971. Il est également titulaire d'un doctorat en droit et sciences politiques à l'université de San Marcos en 1987.
Il est ensuite professeur dans cette même université et, de 1991 à 1994, doyen de la faculté de droit et de sciences politiques.
Aníbal Torres est doyen du barreau de Lima et président du conseil des doyens des barreaux du Pérou entre 2002 et 2003.
Il soutient Yonhy Lescano, du parti démocrate-chrétien Acción Popular, lors du premier tour de l'élection présidentielle de 2021. Lors du second tour, il devient le principal conseiller juridique de Pérou libre, auprès de Pedro Castillo, qui remporte l'élection.
Le 30 juillet 2021, il est nommé ministre de la Justice et des Droits de l'Homme dans le premier gouvernement de Pedro Castillo.
Le 8 février 2022, il est nommé président du Conseil des ministres du quatrième gouvernement de Pedro Castillo. Le 8 mars, son gouvernement obtient le vote de confiance du Congrès de la République avec 68 voix pour, 58 contre et 2 abstentions.
En avril 2022, s'opposant à ceux qui défendent la libération d'Alberto Fujimori en estimant qu'il a fait de bonnes choses pour le Pérou, il a suscité la controverse en utilisant Adolf Hitler comme exemple d'un "dirigeant efficace" en tant que "promoteur du développement des infrastructures", tout en étant un "criminel génocidaire",.
Le 3 août 2022, il présente sa démission pour des raisons personnelles, à un moment où le président Castillo fait l'objet de cinq enquêtes criminelles distinctes contre lui. Deux jours plus tard, le chef de l'État refuse cependant sa démission et procède à un remaniement ministériel. Torres démissionne finalement le 24 novembre suivant quand le Congrès refuse d'organiser un vote de confiance. Sa démission visait à permettre à Pedro Castillo de dissoudre le Congrès si ce dernier refusait une seconde fois d'accorder sa confiance au gouvernement, comme le prévoit la Constitution. Le Congrès décide toutefois d'initier une procédure de destitution de Pedro Castillo et ce dernier y répond en prononçant la dissolution dudit Congrès, sans que la question de confiance ne soit votée une deuxième fois, une décision inconstitutionnelle qui lui vaut d’être accusé d'auto-coup d'État et destitué. Aníbal Torres est ensuite arrêté puis assigné à résidence, tandis que Pedro Castillo est incarcéré.